# Apollodoro di Artemita
Apollodoro di Artemita (in greco: Ἀπολλόδωρος Ἀρτεμιτηνός, Apollòdoros Artemitenòs; 130 a.C. circa – 87 a.C. circa) è stato uno storico greco antico.

## Biografia
Scrisse una storia dei Parti (Παρθικὰ), in almeno quattro libri. Artemita, sul Tigri, apparteneva al regno dei Parti e probabilmente Apollodoro poteva utilizzare buone fonti. Un accenno di Strabone fa pensare che avesse anche fondato una scuola .
Oggi restano solo sette frammenti della sua opera: sei riportati da Strabone e uno da Ateneo. Alcune delle informazioni riferite da Strabone (che certamente lo usa come fonte molte più volte di quante lo cita) forniscono preziose notizie non altrimenti note, in particolare sul Regno indo-greco .

## Edizione dei frammenti
- F. Jacoby (ed.), Die Fragmente der Griechischen Historicher, Berlin-Leiden, Weidmann-Brill, 1923-1998, 779,   vol. IIIC,pp. 773–76